# Kudłówka (Golcowa)
Kudłówka – część wsi Golcowa w Polsce, położona w województwie podkarpackim, w powiecie brzozowskim, w gminie Domaradz.
W latach 1975–1998 Kudłówka należała administracyjnie do województwa tarnowskiego